# 美國陸軍遊騎兵
美國陸軍遊騎兵指現在或曾經在美國陸軍第75遊騎兵團服役的人員；而在美國陸軍遊騎兵學校受訓合格的人員則稱為合格遊騎兵。
「遊騎兵」一詞在北美洲最早從17世紀開始就正式或非正式地使用，用來描述小規模獨立運作的輕裝步兵單位，通常是连級規模。最早正式指名為「遊騎兵」的單位是英國陸軍在新英格蘭殖民地招募的幾個連，他們參與了1676年菲利普國王戰爭。自那之後，「遊騎兵」一詞在18世紀的北美殖民地戰爭中變得更常正式使用。美國軍方則是從美国独立战争之後就設有遊騎兵連。
第75遊騎兵團是美国陆军特种作战司令部中一個精銳空降輕裝步兵戰鬥單位，遊騎兵團的歷史可以追溯到第二次世界大戰時成立的6個營以及麦瑞尔突击队，現代遊騎兵的3個營參加過朝鲜战争、越南战争、阿富汗戰爭及伊拉克战争，也曾參與美国入侵巴拿马及入侵格林納達等國際衝突。
空降及遊騎兵訓練旅（英語：The Airborne and Ranger Training Brigade）隸屬美國陸軍訓練與準則司令部，不屬於第75遊騎兵團，其總部位在班寧堡，自二戰之後就以不同的形式持續運作。遊騎兵學校由空降及遊騎兵訓練旅管理，進入遊騎兵學校受訓並完訓結業才能成為合格遊騎兵，配戴遊騎兵臂章。
配戴遊騎兵臂章的官兵在美国陆军中代表受過嚴格訓練的精英，合格遊騎兵可以選擇加入全部由遊騎兵組成的第75遊騎兵團，也可以回到一般單位服勤。

## 歷史

### 殖民地時期

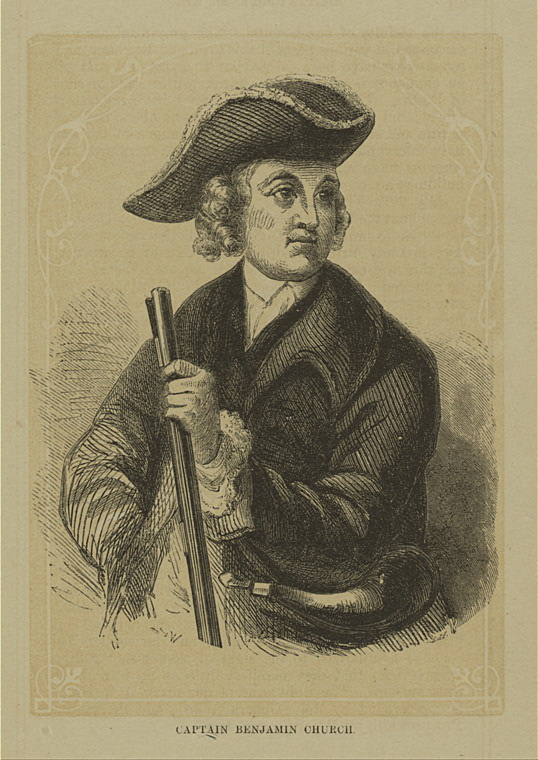
班傑明·丘奇上校（1639－1718），一般認為是遊騎兵之父。

遊騎兵參加了17世紀及18世紀在美洲殖民者和美洲原住民部落之間的戰爭，英國正規軍不習慣這種邊境戰爭，因此成立了遊騎兵連。遊騎兵是殖民地政府雇用的全職士兵，在前線防禦工事之間巡邏偵察，提供早期警戒；在進攻作戰中，他們擔負偵察及嚮導任務，替民兵部隊或其他殖民地軍隊標定村莊及目標。
殖民地時期，羅伯特·布萊克（Robert Black）在1622年的著作中提到：「最早提到『遊騎兵作戰』的是約翰·「山姆」·史密斯上尉，當我帶著10個人出發時，我們的聯邦非常強，只需這些人手我就可以巡邏那片未知土地長達14週。」羅伯特·布萊克還寫道：
1622年，在詹姆斯顿大屠杀之後 ...一臉嚴肅的人們出發去尋找印第安敵人，他們是民兵，但是他們學著整合印地安人及歐洲人的作戰方式 ...當他們出發去尋找敵人時，常常使用「偵察、偵察中、遊騎兵（ range, ranging and Ranger ）」等詞 ...美洲遊騎兵就此誕生。
一般認為班傑明·丘奇上校是遊騎兵之父，他是北美洲第一支遊騎兵連隊的指揮官:33 。1676年，丘奇受普利茅斯殖民地總督約書亞·溫斯洛委任，為菲利普國王戰爭成立第一支遊騎兵連；在後來的威廉王之戰及安妮女王战争中，他帶領這支部隊突襲阿卡迪亞。自建立部隊初始，丘奇就學習美洲原住民的作戰方式:35，在同盟原住民的指導下，美洲殖民者接受鍛鍊成為遊騎兵；直到殖民地時期結束，遊騎兵都仰賴美洲原住民的同盟及指導:34–35。丘奇並挑選技術純熟的白人殖民者，與同盟的美洲原住民混編成獨立單位，用來突襲疆域裡的敵對原住民。他的回憶錄《Entertaining Passages relating to Philip's War》在1716年出版，被視為美國第一本軍事手冊。
殖民地時期另外兩位著名的遊騎兵分別為約翰·洛夫威爾及約翰·高哈姆:38，約翰·洛夫威爾居住在相當於現今新罕布夏州納舒厄的地區，他參加了達默爾之戰（又名洛夫威爾之戰），在該戰中擔任民兵隊長，三次帶領部隊遠征阿本拿基族部落，因此成為18世紀最知名的遊騎兵:50。約翰·高哈姆在喬治國王戰爭期間建立了「高哈姆遊騎兵」，並領導高哈姆遊騎兵連在阿卡迪亞及新斯科細亞前線作戰，其傑出表現獲得認可而得到委任成為英國正規軍上尉，他是第一個獲得英國陸軍正式任命的美洲遊騎兵，之後也僅有其弟約瑟夫·高哈姆及著名的羅伯特·羅傑斯兩位美洲遊騎兵獲得英國陸軍任命:76。
羅傑斯遊騎兵在1751年由羅伯特·羅傑斯少校建立，他在美洲殖民地共組建了9個連。羅傑斯島（位在今日紐約州愛德華堡）是現今美國特種作戰部隊「精神上的家」，尤其對美國陸軍遊騎兵而言更是如此。這些在英法北美战争期間組建的早期美洲輕步兵定義了「遊騎兵」一詞，並且是現代陸軍遊騎兵的先驅。羅傑斯少校起草了現今所知的第一份遊騎兵守則《羅伯特·羅傑斯的遊騎兵守則28條》，這些守則是現代最早的非對稱作戰手冊之一，至今仍然是新進陸軍遊騎兵的教材。

### 美國獨立戰爭

#### 保皇黨遊騎兵
美國獨立戰爭爆發後，傳聞羅伯特·羅傑斯希望加入大陆军，但因酒癮、行為不檢及不明原因的誤會被視為英軍間諜遭到逮捕。盛怒之下，羅傑斯轉而投靠保皇黨，建立王后遊騎兵且為英國作戰。在這時期，羅傑斯上校捕獲美國最知名的間諜內森·黑爾。
1777年，羅傑斯上校因健康因素被英軍勒令退伍，於1779年搬至新斯科細亞，在此組建國王遊騎兵，這支部隊在1783年解編。

#### 大陸軍遊騎兵
在獨立戰爭爆發一段時間之後，大陸軍總司令乔治·华盛顿命令湯馬斯·魯頓中校挑選精銳人員組成小組，擔負偵察任務，這個單位稱為魯頓遊騎兵，並且是美國第一個官方遊騎兵單位。
1775年6月，伊頓·阿倫及西斯·華納要求大陆会议建立大陸軍的遊騎兵旅，並納入許多綠山兄弟的成員，華納成為上校指揮官，帶領該旅參加大陸軍1775年入侵加拿大，最後在1779年解編。
南卡羅萊納革命軍指揮官弗朗西斯·馬里昂（外號「沼澤狐狸」，the Swamp Fox）在南卡羅萊納游击战期間發展出非對稱作戰方式，因此也被認可為美國陸軍遊騎兵血統，另外還有著名的乔治·罗杰斯·克拉克，他帶領肯塔基/維吉尼亞民兵組成的非正規部隊，攻佔英軍要塞萬塞訥及卡斯卡斯基亞。

### 1812年戰爭
1812年1月，美國建立6個連的美國遊騎兵，這些遊騎兵是騎馬步兵，負責保護西方邊境，其中5個連在俄亥俄州、印第安納州、伊利諾州及肯塔基州成立，第六個則是在田納西州中部由大衛·梅森上尉組建，隔年再成立10個新遊騎兵連。到了1813年12月，陸軍官方紀錄上列有12個遊騎兵連的軍官資料，這些遊騎兵連在1815年6月解編。

### 黑鷹戰爭
1832年黑鷹戰爭中，美國從服役一年且自備武器和馬匹的拓荒者中，建立了騎馬步兵營，這是美國陸軍騎兵部隊的濫觴，騎馬步兵營由亨利·道奇少校指揮，下轄6個編制100人的連。在這些拓荒者服役期滿後，並未建立新的營，而是將騎馬步兵營改編為美國龍騎兵團。

### 南北战争
南北战争時期也建立了一些名稱或功能類似遊騎兵的部隊，例如由維吉尼亞州勞登郡北部貴格會及德裔農夫組成的勞登遊騎兵，這支部隊由薩繆爾·米恩斯上尉組建，他在1861年遭邦聯政府壓迫而逃離弗吉尼亚，在1862年6月時受埃德温·斯坦顿指派成立2個分遣隊，勞登遊騎兵在戰爭期間持續地突擊騷擾勞登郡、克拉克郡及傑佛遜郡等地；另外，在密西西比州及田納西州等地對邦聯軍實施非對稱作戰的布雷瑟斥候也視為陸軍遊騎兵的先驅之一，這支部隊的部分成員是羅傑斯遊騎兵成員的後代，他們尤其擅於追擊邦聯軍的灌木叢伏擊者及莫斯比遊騎兵等游擊隊。

### 第二次世界大戰
盧西恩·特拉斯科特上校於1942年向喬治·馬歇爾將軍遞交提案，建議仿效英國突擊隊在美國陸軍中建立類似的輕裝步兵單位，計畫中將在歐洲戰場上部署5個遊騎兵營，包括第1遊騎兵營、第2遊騎兵營、第3遊騎兵營、第4遊騎兵營及第5遊騎兵營，並在太平洋戰場部署第6遊騎兵營，另外在欺敵計畫快銀作戰之下建立第7遊騎兵營、第8遊騎兵營、第9遊騎兵營及第10遊騎兵營。

#### 歐洲戰場

二戰時遊騎兵的菱形臂章

1942年6月19日，第1遊騎兵營在北愛爾蘭卡里克弗格斯組建並開始訓練，其成員有八成來自第34步兵師。約50名遊騎兵獲選編入英國突擊隊，參加8月迪耶普戰役，這是美軍第一次參加歐洲戰場的地面戰鬥。11月，第1遊騎兵營進入北非戰場，參加火炬行动及突尼西亞戰役，在戰役中表現出色，獲得總統單位表彰。接著，第1遊騎兵營與較晚組建的第3遊騎兵營及第4遊騎兵營一起編入威廉·奧蘭多·達比上校指揮的第6615遊騎兵特遣隊（又稱達比遊騎兵），參加1944年義大利戰役的鵝卵石行動，直到1944年1月29日的西斯特納戰役，此戰役中美軍的突襲行動被德軍掌握並設下埋伏，導致第1遊騎兵營及第3遊騎兵營合計767員官兵中，陣亡或被俘者多達761名，第4遊騎兵營在救援行動中也損失慘重，3個遊騎兵營在這場戰役中遭到無法復原的毀滅性打擊，生還者隨後僅能作為補充兵員編入羅伯特·弗雷德里克准將指揮的美加第1特種勤務隊，繼續在義大利作戰，而第1遊騎兵營及第3遊騎兵營的建制則在1944年8月解散，第4遊騎兵營也在1944年10月解編。
達比遊騎兵派往地中海之後，盟軍遠征部隊最高司令部認為在反攻歐洲大陸時仍需要遊騎兵這樣的精銳步兵單位擔負突襲任務，因此在1942年12月，由第29步兵師中遴選志願者組成第29遊騎兵營，這個營接受英國突擊隊指導訓練，並且與英國突擊隊聯合進行數次突襲挪威海岸以及布列塔尼半岛外海韦桑岛的行動。然而由於第2遊騎兵營及第5遊騎兵營將會部署至歐洲參加反攻，第29遊騎兵營在1943年10月解編，麾下官兵歸建原單位。

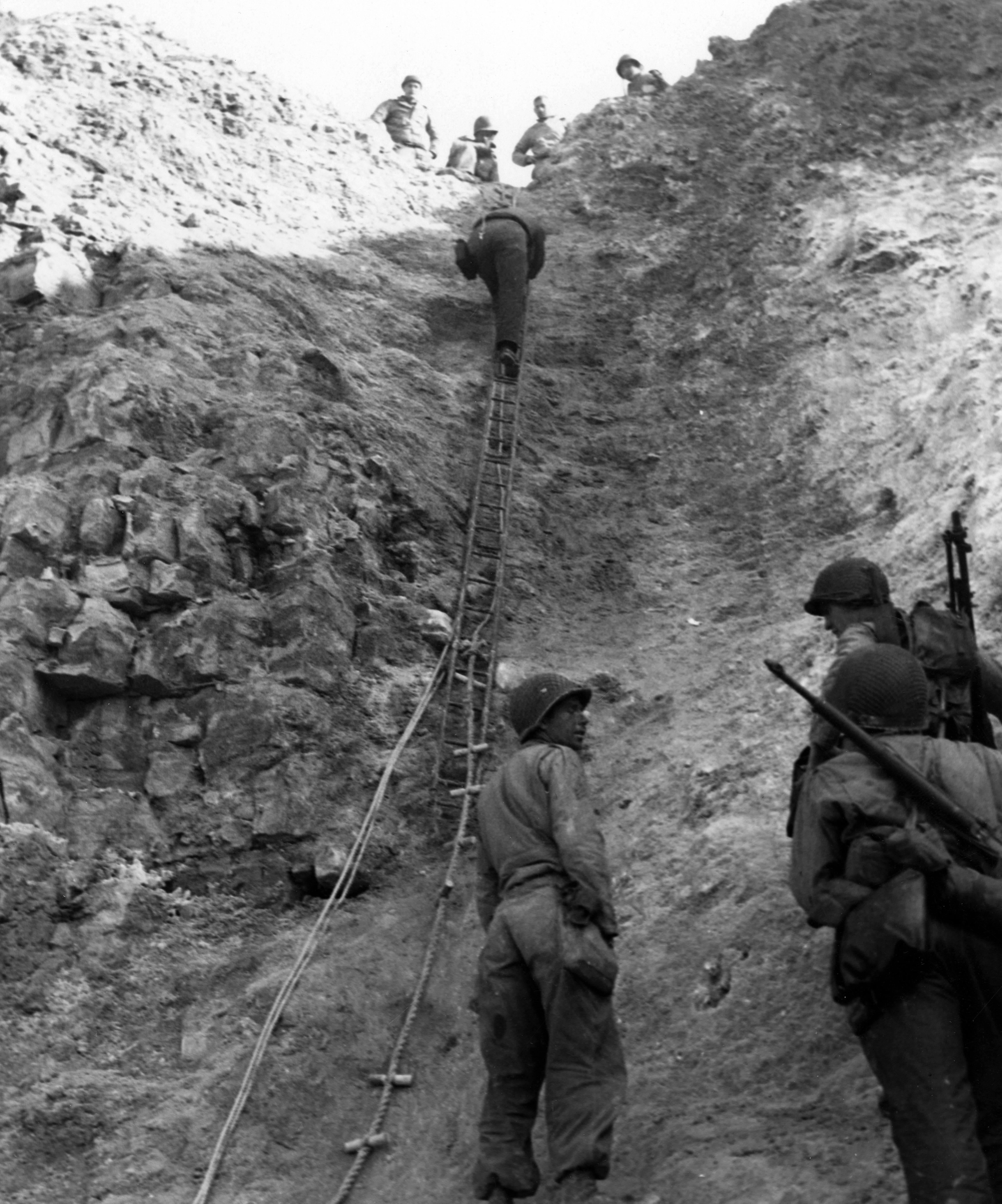
D日在奥克角的遊騎兵

1943年9月1日，第2遊騎兵營及第5遊騎兵營於田纳西州福雷斯特營成軍，完成訓練整備後，部署至英國參加1944年诺曼底登陆。遊騎兵在D日的任務是攻佔奧馬哈海灘及猶他海灘交界處的的奥克角懸崖，摧毀懸崖上俯瞰攻擊兩個登陸灘頭的5門155公厘加農砲陣地。作戰規劃是由第2遊騎兵營的D連、E連及F連擔任先遣部隊搶先登陸，在向懸崖發起進攻時發射信號彈，此時在海上待命的第2遊騎兵營A連、B連、C連及第5遊騎兵營跟進先遣部隊登陸進攻懸崖；若是到07:00時仍未見到信號，表示先遣部隊受阻，海上待命部隊則轉向前往奧馬哈海灘跟隨大部隊登陸，向內陸推進之後迂迴至砲陣地後方繼續完成摧毀陣地任務。由於D日海象不佳並發生登陸導航失誤，先遣部隊直到07:10才踏上灘頭開始集結，海上待命部隊因此前往奧馬哈海灘，由先遣部隊獨力進攻奧克角懸崖。先遣部隊的遊騎兵使用繩梯，在德軍的防禦火力中艱苦爬上90英尺（27）高的懸崖肅清守軍，然而在懸崖頂端沒有發現任何加農砲，這5門加農砲稍後才被向內陸推進的斥候在砲陣地後方1,000碼（910）的樹林中發現及摧毀；完成任務的遊騎兵接著佔領並堅守陣地後方的交通要道，直到增援部隊2天後前來接防；投入這場戰鬥的遊騎兵承受重大損失，225名官兵中2天後僅剩90名還能繼續作戰。前往奧馬哈海灘的海上待命部隊跟隨第29步兵師的大部隊登陸，在登陸灘頭時遭遇德軍的強大火力壓制，損失慘重，而在這場艱苦的戰鬥中，遊騎兵也獲得部隊永垂不朽的格言。在D日之後，第2遊騎兵營及第5遊騎兵營又參與8月布雷斯特戰役及9月許特根森林戰役。二戰結束後，第2遊騎兵營及第5遊騎兵營於1945年底解編。

#### 格言
1944年6月6日，在奧馬哈海灘的D登陸區白段（Dog White），美軍登陸部隊遭到納粹德國守軍的強大火力壓制，釘在灘頭動彈不得，此區的登陸部隊指揮官是第29步兵師副師長諾曼·柯塔准將，正急著將部隊帶出灘頭的殺戮區，此時他看到第5遊騎兵營營長馬克斯·史耐德少校正在一處岩角的掩蔽處與麾下連長標定攻擊目標，於是他在漫天沙塵及迫擊砲砲火中走過去，以一副他還不知道這些官兵是誰的挑釁態度問道：「這是哪支部隊？」史耐德少校回答：「報告，是第5遊騎兵營。」柯塔接著說：「好吧，该死的，如果你們真是遊騎兵的話，帶頭開路殺出去！」史耐德立即向麾下連長下令，而出乎柯塔意料之外，遊騎兵開始一波波地跳出掩蔽，仿佛他們一直都在等這句話似的，巧妙地衝鋒前進，同時迫擊砲開始射擊，兩翼的機關槍也同時開火掩護部隊，美軍此時的行動竟像一次縝密規劃的軍事演習，甚至有報告提到柯塔激動地流下眼淚。在這場戰鬥勝利之後，「游骑兵开路做先锋！（Rangers Lead the Way!）」这句话便成為美國陸軍遊騎兵的格言。

#### 太平洋戰場

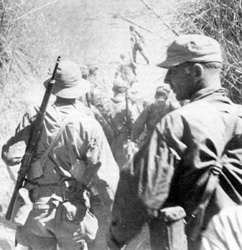
正在前往卡巴那图戰俘營解救盟軍戰俘的遊騎兵

太平洋戰場上，第6遊騎兵營在敵後進行遊騎兵型態任務，包括偵察、打擊及長程突襲，這些遊騎兵是第一批反攻菲律賓的部隊，負責在入侵開始前摧毀關鍵海岸設施；登陸菲律賓後，第6遊騎兵營下的一個加強連被派往執行卡巴那圖營救，搶在日軍處決戰俘前救出511名盟軍戰俘。遊騎兵在菲律賓繼續戰鬥直到大戰結束，接著派往日本執行佔領任務，於1945年12月30日解編:III-2。
太平洋戰場上的另一個遊騎兵單位是法蘭克·麥瑞爾准將指揮的第5307臨時混合支隊，即廣為人知的麥瑞爾突擊隊。為了在日佔緬甸地區實施長程滲透行動，喬治·馬歇爾將軍號召在西南太平洋地區的人員志願參加極度危險的任務，獲得來自第5步兵團、第154步兵團、第33步兵團及其他作戰單位志願者的回應，這些志願者擁有高水準的體能並有叢林作戰經驗。在參加緬甸會戰之前，麥瑞爾突擊隊的官兵在印度接受英國陸軍奧德·溫蓋特少將的訓練，學習長程滲透戰術及溫蓋特少將研發的新技術。緬北反攻戰開始後，麥瑞爾突擊隊與中國遠征軍新22師及新38師密切合作，為修築中印公路清除障礙。麥瑞爾突擊隊從緬甸北方的胡康河谷出發，一路在叢林中行軍作戰，穿越山脈，最終抵達伊洛瓦底江邊的密支那，在5次大型戰役及30次小型戰鬥中，他們擊敗日軍第18师团的部分單位，在日軍主力後方展開行動，破壞補給線及通訊，為中國部隊南進打開通路。麥瑞爾突擊隊的經典戰役為佔領密支那機場，這是北緬甸唯一可以全天候運作的機場，同時也是麥瑞爾突擊隊最後的勝利。1944年8月，麥瑞爾突擊隊完成任務後解編，所屬人員併入美國陸軍第475步兵團，即現今第75遊騎兵團的前身。:III-2~3

### 韓戰
韓戰爆發後，美國第八軍團直屬遊騎兵連迅速在1950年8月成軍，由拉爾夫·帕克特少尉指揮。在韓戰及越戰期間，美國陸軍不再組建遊騎兵營，改為建立連級規模的遊騎兵單位，隸屬於更上級指揮機構，負責執行特種作戰。
接下來的七個月中，美國陸軍共組建了16個遊騎兵連，包括美國第八軍團直屬遊騎兵連、第1遊騎兵連至第15遊騎兵連。美國陸軍參謀長將班寧堡的遊騎兵訓練課程交給約翰·吉布森·范豪登上校，之後又將訓練課程分拆，以便於在韓國就地訓練遊騎兵。第3遊騎兵連及第7遊騎兵連受命負責訓練新進遊騎兵:III-3~4。在1950年10月28日再度組建4個遊騎兵連，由來自第505傘兵團及第82空降師第80防空砲兵營的志願者組成，一開始的番號為第4遊騎兵連，之後改編為第2遊騎兵連，是美國歷史上唯一的全非裔遊騎兵單位。在這4個遊騎兵連開始訓練之後，在1950年11月20日又建立了第5至第8遊騎兵連。
在韓戰期間，遊騎兵執行巡邏、滲透、偵查、破壞等任務，並且伏擊共產中國以及北韓敵軍。第1遊騎兵連在一次夜間突襲中摧毀了朝鲜人民军第12师的師部，第2遊騎兵連及第4遊騎兵連曾在釜山附近發動戰鬥跳傘突襲。至關重要的是，第2遊騎兵連填補盟軍撤退時出現的防線缺口，第5遊騎兵連則協助抵擋中國春季攻勢。韓戰結束後，遊騎兵再度解編。

### 越戰
美國陸軍於1960年代初在西德成立了長程偵察巡邏隊（LRRP）及長程巡邏連（Long range patrol companies，LRP，常稱為「Lurps」），以便在面對與蘇聯及華沙公約國的衝突中，提供小規模、重裝備的偵察隊伍深入敵軍控制區執行巡邏任務。

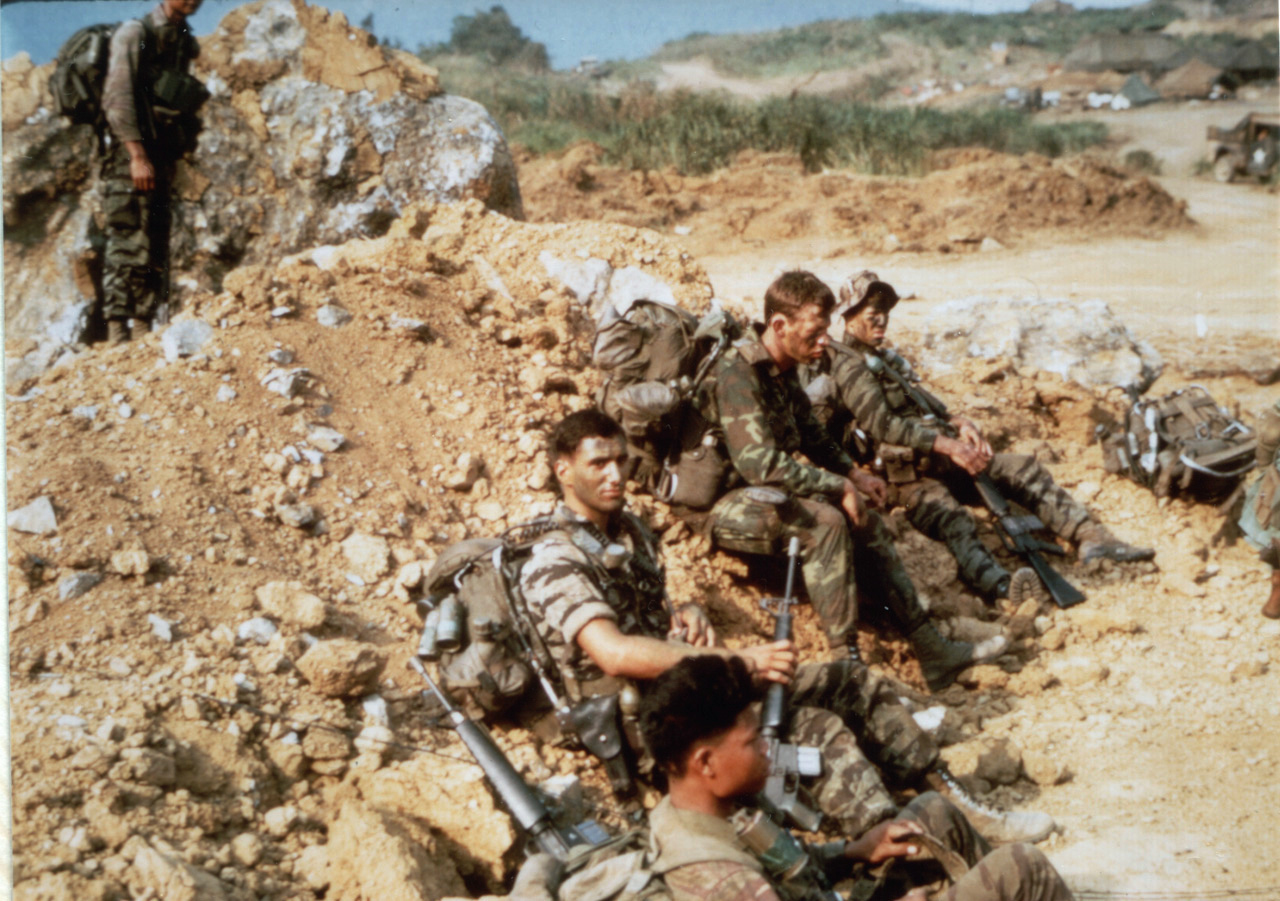
1968年4月7日，E連LRP在「螺釘」著陸區等待，準備前往溪生基地周邊巡邏。

在越戰期間，每個師及旅均配置長程偵察巡邏隊，在越南戰場上他們完善了長程巡邏技術。由於當時尚未有衛星通信技術，1968年4月19日，第一空中騎兵師下轄的第52步兵團E連（之後更名為遊騎兵H連）發動了一次大膽的長程滲透行動，奪取了洞勒老山的山頂“信號山”，這是一座茂密的森林山峰，位於阿少谷中部，海拔4,879英尺（1,487），佔領信號山使第1和第3旅能夠與海岸附近的埃文斯營地或飛機進行通信。

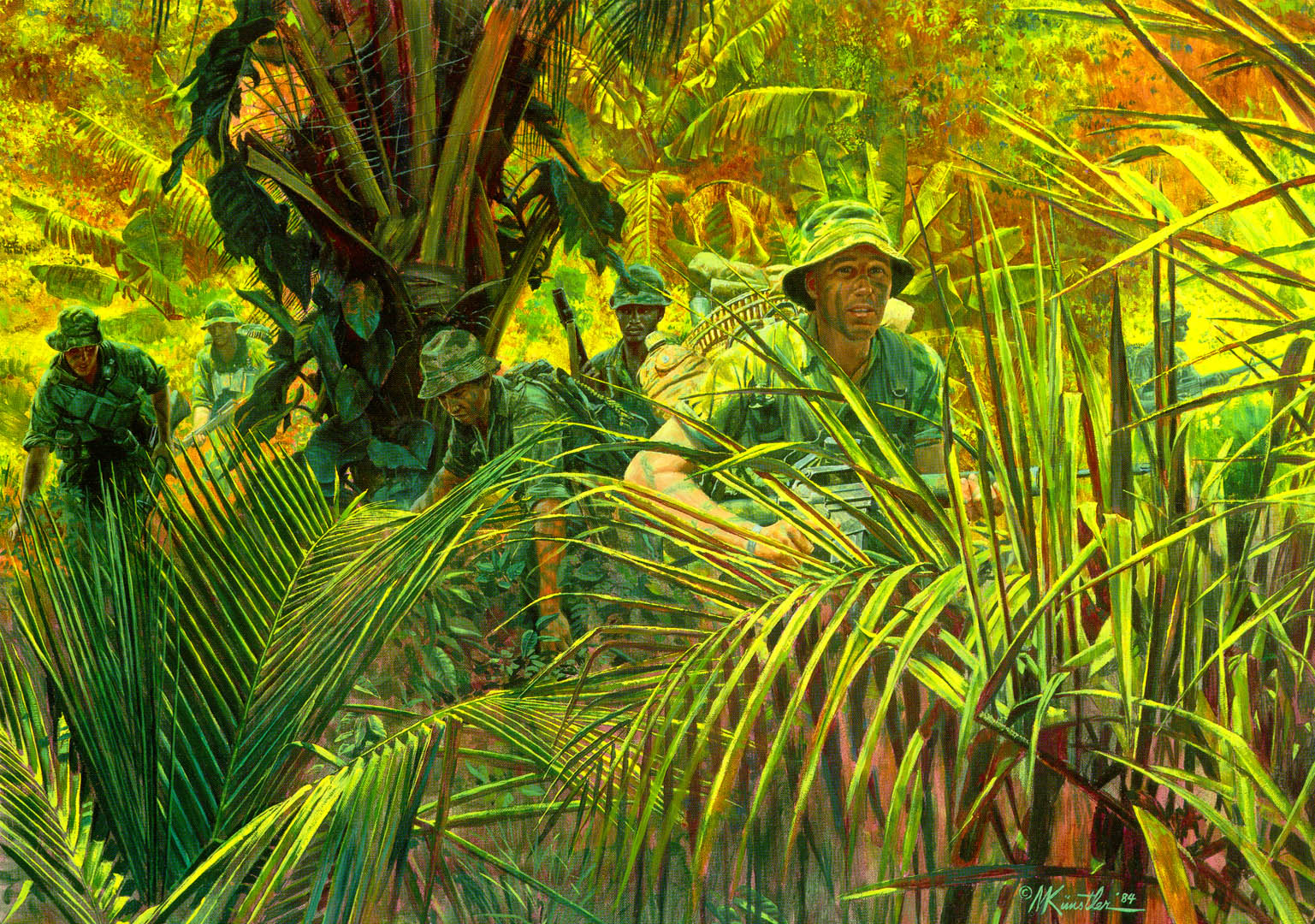
印第安納州國民警衛隊美國陸軍第151步兵團D連的遊騎兵，攝於1969年南越。

1969年1月1日，依據新頒布的美國陸軍戰鬥兵種團級系統（CARS），陸軍在南越將各單位的長程偵察巡邏隊重編為「遊騎兵連」，配屬於第75步兵團（遊騎兵），並且所有新進人員必須具備空降資格。此時陸軍共組建了15個遊騎兵連，這些官兵作戰經驗豐富，自1960年初就開始在歐洲執行任務，1966年起也在越南戰場上活躍。第75步兵團的隊史傳承上溯至麥瑞爾突擊隊，麾下的遊騎兵組織為獨立連隊，番號為A至P連。A連分配到德克薩斯州胡德堡的美國陸軍第五軍，B連分配到華盛頓州劉易斯堡的美國陸軍第七軍。
除了為上級部隊執行偵察和探查任務外，遊騎兵部隊還負責地形評估、戰術或特殊安全任務；進行營救行動以定位並救出戰俘；捕獲敵軍士兵以進行審問和情報收集；在敵人控制區內沿胡志明小道竊聽北越軍和越共的通訊；以及在敵軍的步道和交通路線上佈設地雷。所有遊騎兵小隊領隊及多數副領隊都畢業於越南芽莊的第5特種部隊群偵察突擊學校，以增強其戰術技能和巡邏專業知識。

## 後越戰時期

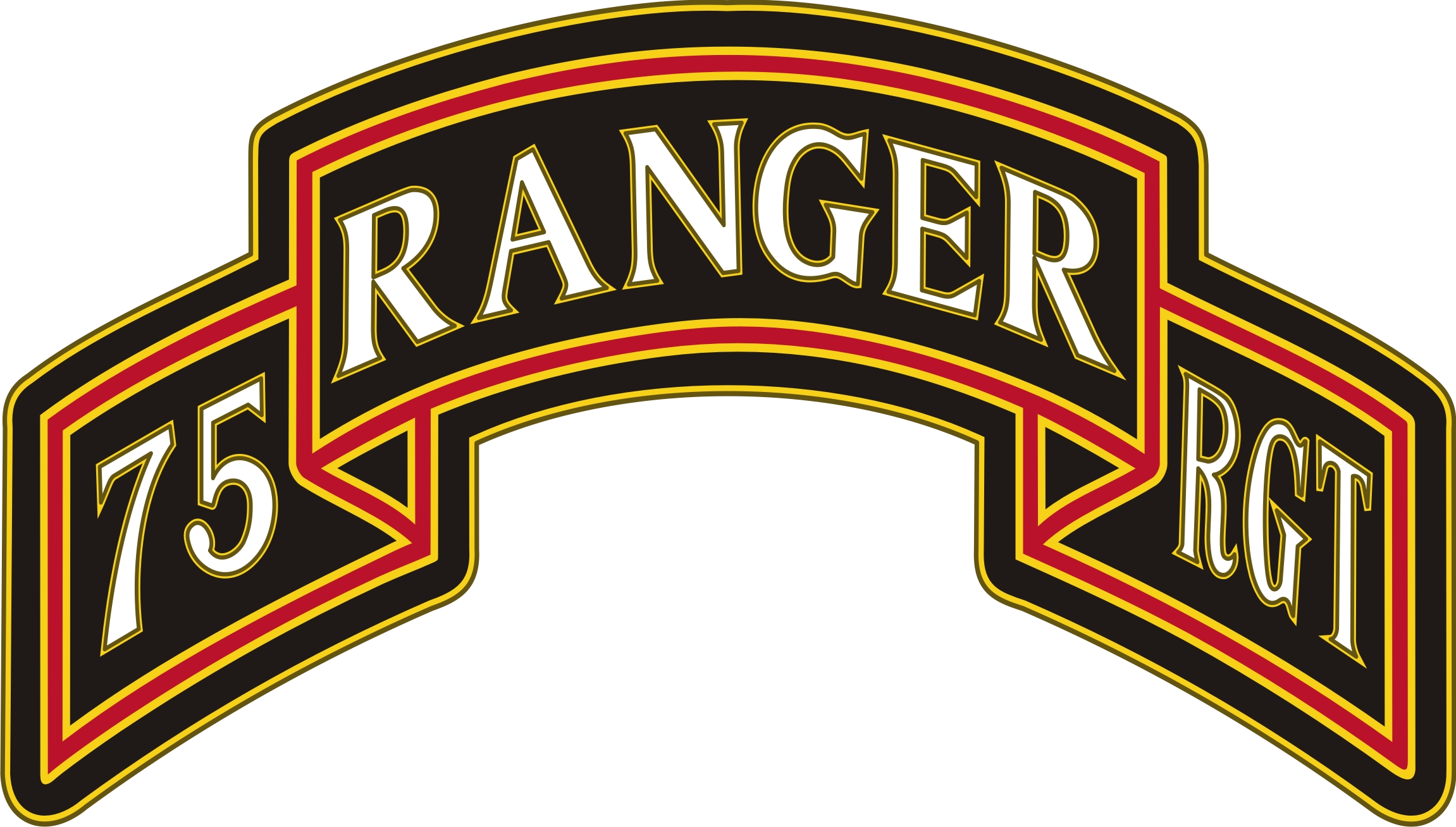
第75遊騎兵團臂章

越戰結束後，美國陸軍的師級和旅級指揮官認定陸軍需要一支精銳、可快速部署的輕步兵部隊，因此在1974年1月31日，時任美國陸軍參謀長克雷頓·艾布蘭將軍要求肯尼斯·C·魯爾將軍啟動、組織、訓練並指揮二戰以來第一支營級規模的遊騎兵部隊。首先成立了第一遊騎兵營，由於運作成功，八個月後第二遊騎兵營隨之成立。到了1984年，第三遊騎兵營和團級指揮部也相繼設立。1986年，第75遊騎兵團正式成立並獲得軍事傳承授權。該團由三個營組成，是美國陸軍最精銳的輕步兵部隊，集特種作戰和精銳空降輕步兵於一身。作為一支靈活、訓練有素且反應迅速的部隊，該團專責執行各類特種作戰任務。所有遊騎兵——無論是第75遊騎兵團或遊騎兵學校畢業生——都必須恪守遊騎兵信條。主要任務包括：直接行動、國內外緊急危機應對、奪取機場、空降與空中突擊行動、特種偵察、情報與反情報、戰鬥搜救、人員救援與人質解救、聯合特種作戰以及反恐。:III-4~6

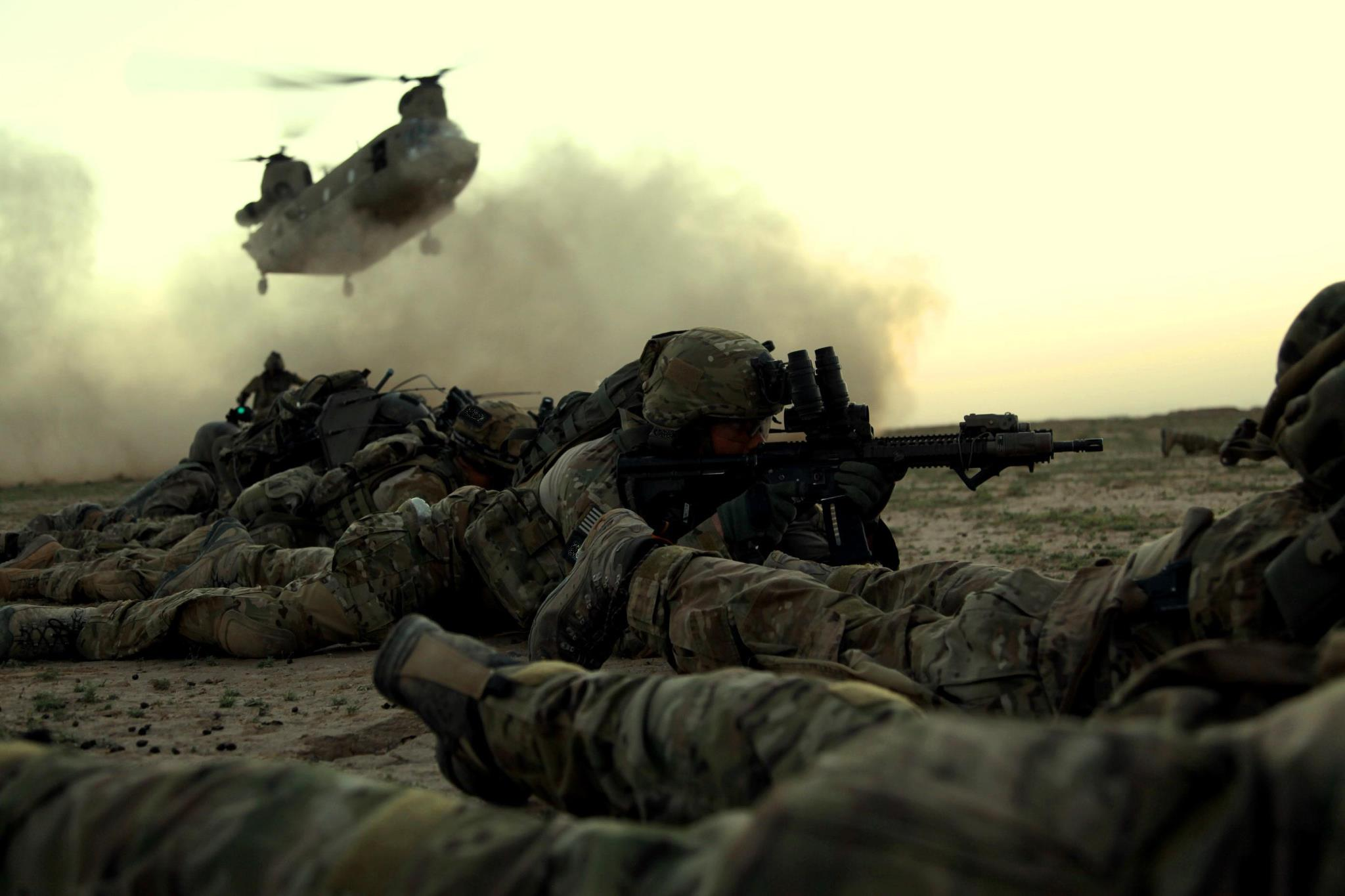
2012年2月13日，第一遊騎兵營在阿富汗加兹尼省執行任務

第四、第五和第六遊騎兵營被重編為遊騎兵訓練旅，作為現代遊騎兵學校的骨幹；由於這三個營隸屬於美國陸軍訓練與準則司令部（TRADOC），因此並非第75遊騎兵團的組成部分。
遊騎兵在現代史上參與了無數行動。1980年，遊騎兵參與了鷹爪行動，是1980年在伊朗德黑蘭進行的第二次美國人質救援行動。[38] 1983年，第一和第二遊騎兵營在格林納達執行緊急狂暴行動。1989年，三個遊騎兵營及指揮部參與了美軍入侵巴拿馬的正義事業行動。1991年，第一營的B連、A連第一排及反坦克分隊被部署到波斯灣戰爭（沙漠風暴行動和沙漠之盾行動）。1993年，第三遊騎兵營B連在索馬里編入特遣部隊，執行哥德蛇行動，與恢復希望行動同時進行。1994年，第一、第二和第三遊騎兵營的士兵參加恢復民主行動部署到海地，不過在距海地海岸5英里處收到行動取消命令召回。2001年，第三遊騎兵營支援了阿富汗戰爭的初期行動。自2003年以來，遊騎兵團多次部署支援伊拉克自由行動。

## 資格及編制

遊騎兵臂章，在遊騎兵學校結業後方可獲得

在美國陸軍中，只要曾通過遊騎兵學校訓練課程，擁有遊騎兵臂章的士兵就代表成为一名合格的游骑兵。这时游骑兵可以选择返回原部队，也可以進入专门由游骑兵组成的第75遊騎兵團中服役。包括了1974年之後重組的第一遊騎兵營與第二遊騎兵營，第三個編制單位是1984年重組的第三遊騎兵營，位於第75遊騎兵團總部，這三個步兵營皆受第75遊騎兵團統轄。而通常民间所说的游骑兵指的是建制部队的第75遊騎兵團。
但得到遊骑兵臂章后并非全部游骑兵都加入第75遊騎兵團，依然有很多人选择返回自己原属部队。所以75游骑兵团和游骑兵并非是一个概念。游骑兵是兵种（精英步兵）。75游骑兵团则是建制部队。
2015年8月17日，兩名女性士兵通過遊騎兵學校訓練，成為最早擁有遊騎兵資格及臂章的女性。